# Kolodeazne (Kolodeazne), Krasnohvardiiske
Kolodeazne (în ucraineană Колодязне) este localitatea de reședință a comunei Kolodeazne din raionul Krasnohvardiiske, Republica Autonomă Crimeea, Ucraina.

## Demografie
Componența lingvistică a localității Kolodeazne
     Rusă (62,71%)
     Tătară crimeeană (21,14%)
     Ucraineană (14,27%)
     Alte limbi (0,58%)
Conform recensământului din 2001, majoritatea populației localității Kolodeazne era vorbitoare de rusă (62,71%), existând în minoritate și vorbitori de tătară crimeeană (21,14%) și ucraineană (14,27%).